# Enantiomero

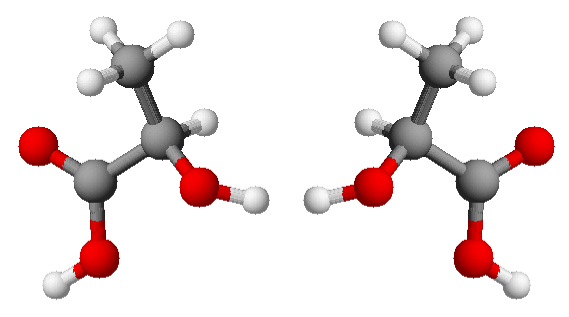
Modelli molecolari dei due enantiomeri dell'acido lattico

Sono detti enantiomeri le entità molecolari che sono immagini speculari ciascuna dell'altra e non sovrapponibili. I termini isomeri ottici e antipodi ottici sono sinonimi, ancorché deprecati.
Le molecole che manifestano questa isomeria sono dette chirali (dal greco χείρ, khéir, «mano»); la chiralità è la proprietà delle molecole non sovrapponibili alla propria immagine speculare. Queste molecole non posseggono né piani di simmetria né centri di inversione né assi Sn superiori. 
Un elemento stereogenico in una molecola è un atomo o un gruppo di atomi che conferisce alla molecola la capacità di esistere in due forme non sovrapponibili tra loro, note come enantiomeri. Questo avviene quando l'elemento stereogenico è legato a quattro sostituenti diversi.
Tuttavia, è importante notare che la presenza di un elemento stereogenico non garantisce automaticamente che la molecola sia chirale. Ad esempio, se una molecola ha più di un atomo di carbonio tetraedrico con tutti e quattro i sostituenti diversi, potrebbe avere più di un elemento stereogenico, ma potrebbe ancora essere simmetrica rispetto alla sua immagine riflessa e quindi non essere chirale.
Un esempio macroscopico di chiralità può essere rappresentato dalle due mani di una persona o dalle due scarpe di un unico paio: ogni mano, o ogni scarpa, rappresenta un enantiomero.
Una miscela 1:1 di due enantiomeri viene detta racemo e rappresentata con i simboli (RS), (dl) o (±). I singoli enantiomeri sono invece rappresentati con (R) o (S), (d) o (l), (+) o (–).
All'interno di una miscela racemica l'eutomero è l'isomero più attivo, nel senso dell'azione desiderata e ricercata. Il distomero è invece l'enantiomero meno attivo. Il rapporto eudismico è il rapporto di potenza tra l'eutomero e il distomero. Un alto valore del rapporto eudismico sta a significare un'interazione altamente specifica.

## Etimologia
Il termine enantiomero deriva dal greco ed è composto da ἐναντίος (enantíos), che vuol dire "contrapposto, opposto", e da μέρος (meros), che vuol dire genericamente "parte, porzione" e che in questo contesto può ben riferirsi a "molecola"; quindi il senso complessivo è quello di "molecola opposta" (nei riguardi della chiralità): l'enantiomero di una data molecola chirale ha chiralità opposta.

## Proprietà e reattività
Due molecole enantiomere l'una dell'altra possiedono proprietà fisiche di valore uguale, tranne per una: la capacità di ruotare il piano della luce polarizzata. Questa capacità, definita potere rotatorio, è uguale in valore assoluto, ma opposta di segno per ognuno dei due enantiomeri.
Due molecole enantiomere l'una dell'altra manifestano anche la stessa reattività chimica in ambiente achirale o chirale racemico; ben diversa può invece essere la loro reattività nei confronti di un enantiomero di un'altra coppia.
(RS)-A* + X (non chirale) → (R)-A*X (50%) + (S)-A*X (50%)
(RS)-A* + (R)-B* (chirale) → (R,R)-A*B* (>50%) + (S,R)-A*B* (<50%)
L'asterisco indica che la specie è chirale, le indicazioni R e S sono arbitrarie.

## Separazione
Una fonte di enantiomeri puri di composti chirali sono le sostanze naturali da cui possono essere estratti, purificati e opportunamente modificati tramite reazioni che non alterino la configurazione stereochimica della molecola. Per quanto riguarda la sintesi di enantiomeri puri, occorre tener presente che le reazioni tra composti achirali producono sempre racemi.
Il processo attraverso cui da un racemo sono separati i due enantiomeri puri viene detto risoluzione. La risoluzione di un racemo può essere eseguita per via chimica. Ci sono due possibilità: la risoluzione classica e la risoluzione cinetica. Nella prima si esegue una reazione stechiometrica con un substrato enantiomericamente puro a dare un addotto che contiene entrambi i substrati:
(RS)-A* + (R)-B* (chirale) → (R,R)-A*B* + (S,R)-A*B* 
I due prodotti della reazione qui sopra non sono enantiomeri, ma diastereoisomeri e posseggono proprietà chimico-fisiche diverse: ad esempio diversa solubilità nei solventi per cui possono quindi essere separati per cristallizzazione frazionata oppure diversa forma fisica (uno dei due diastereoisomeri può essere un liquido e l'altro un solido cristallino). Dopo averli separati viene eseguita una reazione che ripristina i composti iniziali, che saranno quindi enantiomeri puri:
(R,R)-A*B* → (R)-A* + (R)-B* 
(S,R)-A*B* → (S)-A* + (R)-B* 
Nella risoluzione cinetica si sfrutta invece la diversa velocità di reazione dei due enantiomeri con un reattivo stechiometrico o molto più spesso un catalizzatore, ad esempio un enzima, enantiomericamente puro. In questo caso in genere il reattivo enantiomericamente puro non è incorporato nei prodotti. Grazie alla diversa velocità di reazione uno dei due enantiomeri, per esempio l'(R), reagirà più lentamente. Quindi, arrestando al momento opportuno la reazione, il substrato non reagito sarà arricchito nell'enantiomero (R) e il prodotto sarà arricchito nell'enantiomero (S). Trattandosi di due sostanze del tutto diverse, la loro separazione sarà facile.
Un secondo metodo di separazione (fisico) di due enantiomeri è la cromatografia su fase stazionaria chirale: i due enantiomeri interagiscono diversamente con la fase stazionaria chirale della colonna e pertanto percorrono la colonna in tempi differenti.
Un terzo metodo di risoluzione è quello enzimatico. Gli enzimi sono chirali quindi interagiscono con i due enantiomeri in modo diverso e spesso reagiscono con uno solo dei due enantiomeri; ciò si traduce nella diversa velocità di reazione che sarà elevata per uno e molto bassa o praticamente nulla per l'altro.

## Origine
Sulle cause per cui nel mondo vivente le sostanze chirali sono generalmente presenti in forma enantiomerica si hanno solo ipotesi. La più accreditata vuole che l'enantiomeria sia stata originata dalla luce polarizzata circolarmente emessa da alcune formazioni stellari. Nella nebulosa di Orione è stata scoperta una forte sorgente di luce polarizzata circolarmente, e nel meteorite di Murchinson del 1969 in Australia si è riscontrato un eccesso di L-aminoacidi e ciò dimostrerebbe che l'asimmetria chirale era presente prima della vita sulla Terra.